# Tidslinje for Wismars historie
Neden for følger en årstalsliste for byen Wismar i Mecklenburg-Vorpommern.

## Grundlæggelse og hansetiden
- 808 Reric ødelægges af Godfred, som overfører indbygerne til Hedeby
- 1147 Svend Grathe lander i ”Wismar Havn”
- 1229 byen Wismar nævnes første gang
- 1250 bygningen af den treskibede basilika St. Marienkirche indledes
- 1257 Wismar bliver residensby for fyrsterne af Mecklenburg
- 1259 Kiel, Lübeck, Rostock, Wismar og Stralsund indgår en traktat om sikring af handelsvejene
- 1266 Mecklenburgs fyrste, Heinrich I, anerkender, at byen har rettigheder som følger Lübecks stadsret
- 1267 Bybrand: Træhusene nedbrænder, og en genbygning med gotiske teglstenshuse indledes
- 1276 Bygningen af bymuren og de fem porttårne indledes
- 1280 Sammen med Rostock, Lübeck og Hamborg skaber Wismar det Vendiske byforbund
- 1350 Den sorte død når byen og 2.000 indbyggere dør
- 1356 Egentlige, årlige møder i Hansaforbundet indledes
- 1370 En krig med Danmark afsluttes med freden i Stralsund
- 1427 Uroligheder i byen: Borgmesteren og en rådsmand halshugges

## Svensketiden
- 1632 Svenske tropper besætter byen
- 1648 Ved den Westfalske fred tildeles Sverige ”byen og herskabet Wismar”
- 1653 Det kongelige svenske tribunal bliver indrettet i byens fyrstehus
- 1672 Svenskerne udbygger byen til Europas største fæstning med 18 bastioner, 9 raveliner og 2 citadeller
- 1700 Efter en eksplosion i krudttårnet bygges byens tøjhus
- 1717 Efter nederlag i den Store Nordiske Krig må svenskerne sløjfe befæstningen af byen
- 1803 Sverige modtager 1.250.000 daler af hertugdømmet Mecklenburg, der i stedet får byen i pant for 99 år
- 1848 Jernbaneforbindelse til Schwerin
- 1883 Baneforbindelse til Rostock
- 1903 Sverige opgiver at købe pantet tilbage, og Wismar bliver mecklenburgsk

## Moderne tid
- 1904 Det første elektricitetsværk tages i brug
- 1935 Ibrugtagning af den nye kornsilo i den gamle havn
- 1945 Ved det sidste bombetogt bruger engelske maskiner en rest bomber mod Georgskirken, Mariakirken og det gotiske kvarter omkring dem
- 1949 DDR oprettes i de sovjetisk besatte dele af Tyskland, herunder Mecklenburg
- 1950 Opførelse af boliger i bydelen Vor Wendorf
- 1960 Ruinen efter Mariakirken bortsprænges, men tårnet er internationalt sømærke og bliver skånet

## Vor tid
- 1988 Byen når sit højeste indbyggertal: 58.058 (2006: 45.182)
- 1990 Byen tager navnet ”Hansestadt Wismar”, og restaureringen af St. Georgen indledes
- 2002 Byerne Wismar og Stralsund bliver anerkendt som UNESCO-verdensarv